# Pekdruppelexperiment

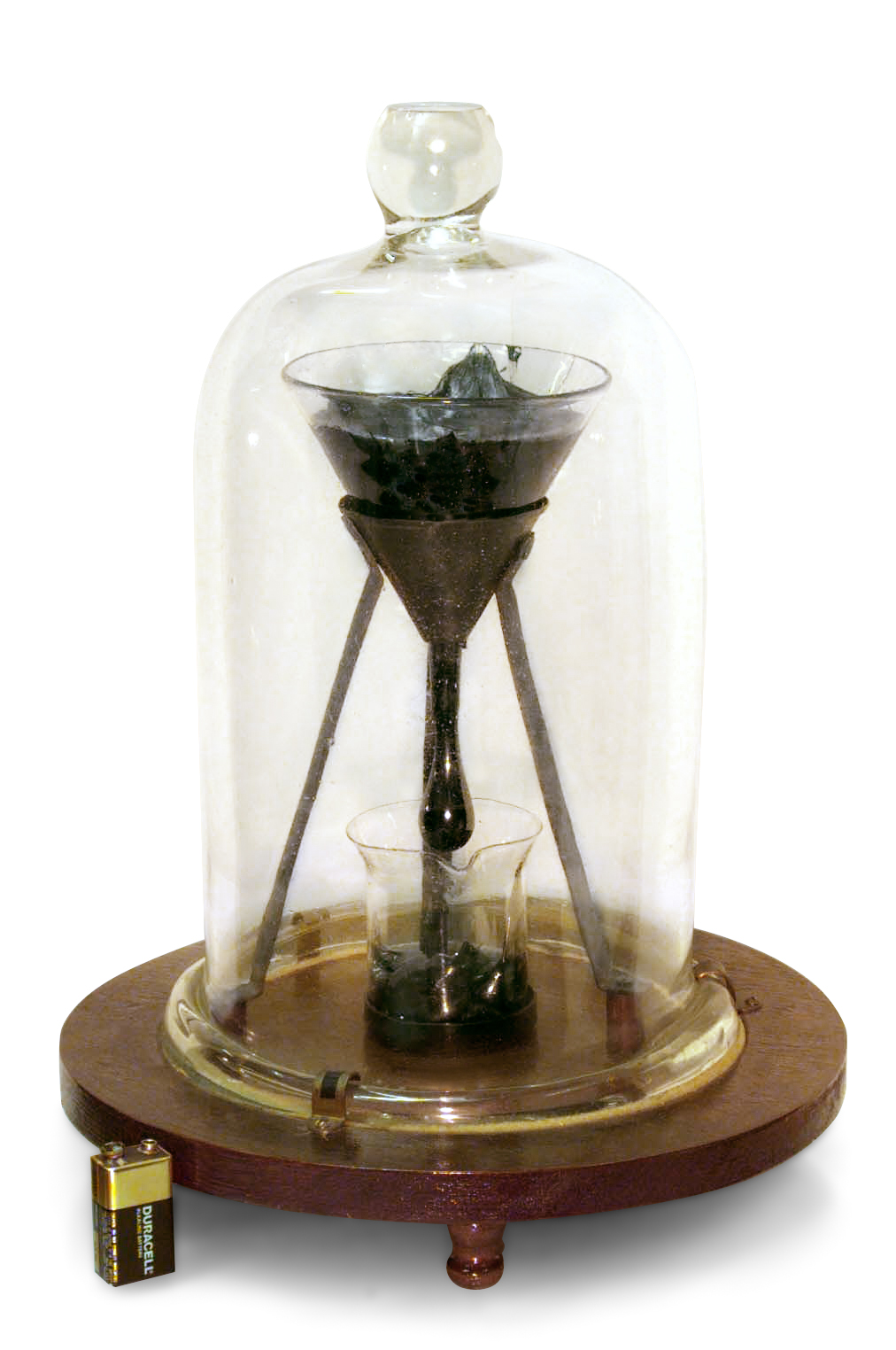
Het Australische pekdruppelexperiment

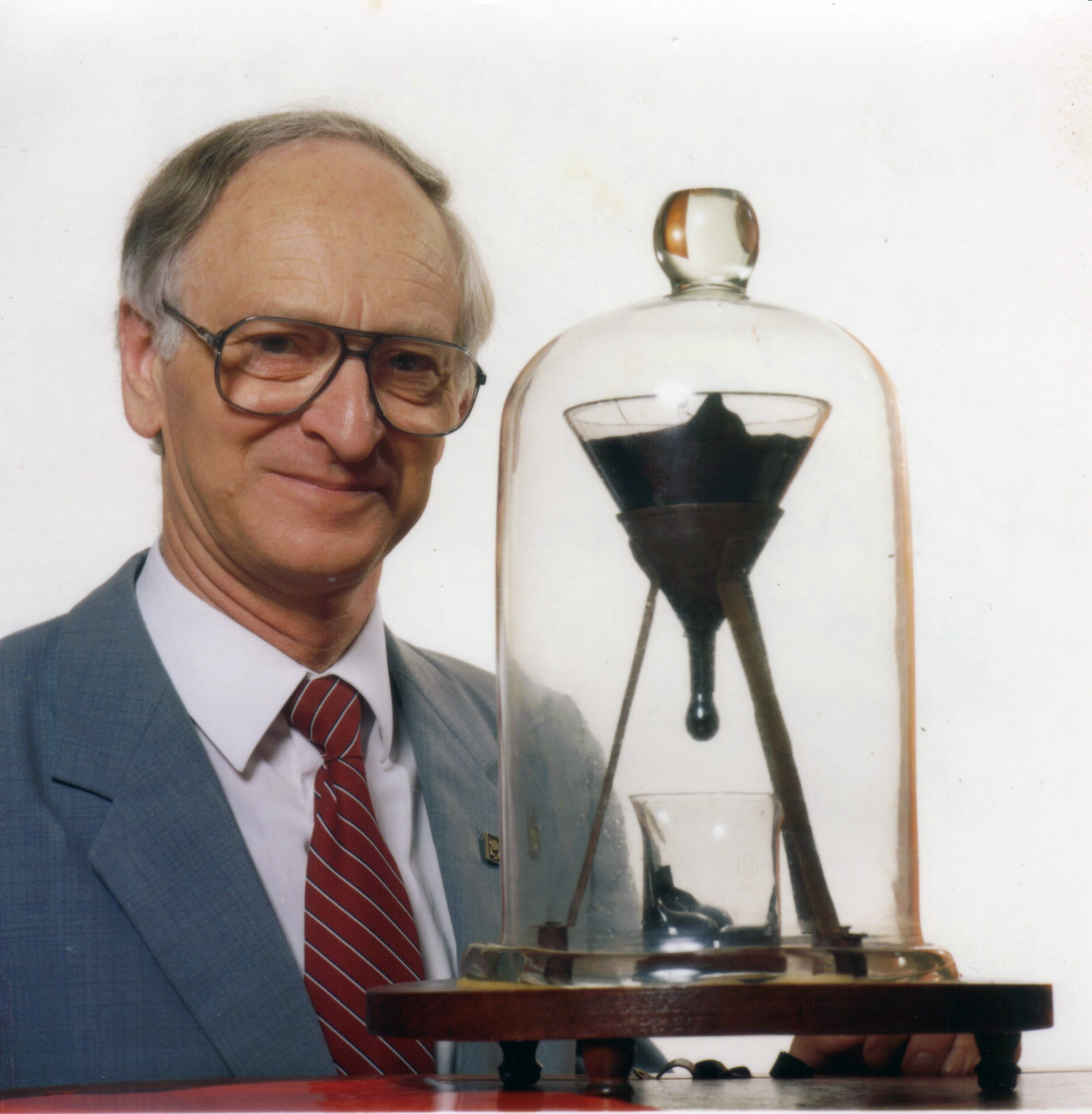
John Mainstone van de Universiteit van Queensland bij het pekdruppelexperiment (1990)

Een pekdruppelexperiment is een langetermijnexperiment dat het vloeien van een stuk pek meet over vele jaren. Pek is een verzamelnaam voor een aantal vloeistoffen met een zeer hoge viscositeit, zoals teer en bitumen, die er bij kamertemperatuur uitzien als een vaste stof, maar in feite zeer dik vloeibaar zijn en uiteindelijk druppels vormen.

## Het pekdruppelexperiment in Australië
De bekendste versie van dit experiment werd begonnen in 1927 door professor Thomas Parnell van de Universiteit van Queensland in Brisbane, Australië. Hij wilde aantonen dat sommige vaste stoffen bij nadere beschouwing vloeistoffen blijken te zijn. Parnell goot een hoeveelheid verwarmde pek in een trechter en liet het eerst drie jaar tot rust komen.
In 1930 werd de stop uit de trechter gehaald en kon het pek beginnen met stromen. Sindsdien vormt zich telkens langzaam een druppel die na een aantal jaren uiteindelijk valt. De achtste druppel viel op 28 november 2000 en daarmee konden de natuurkundigen uit Queensland berekenen dat de viscositeit van dit pek ongeveer 100 miljard maal hoger was dan die van water.
Het pekdruppelexperiment is opgenomen in het Guinness Book of Records als het langstlopende experiment ter wereld. Er is genoeg pek in de trechter aanwezig om het experiment nog zeker honderd jaar te laten duren.
Oorspronkelijk werd de proef niet in een geconditioneerde ruimte uitgevoerd. Daardoor kon de viscositeit in de loop van een jaar variëren met de temperatuurveranderingen. Een tijdje nadat in 1988 de zevende druppel was gevallen, heeft men airconditioning in de proefruimte geïnstalleerd. Door deze temperatuurstabilisatie werd de volgende druppel iets langer voordat hij van de rest van het pek loskwam.
Voor dit experiment kreeg Thomas Parnell in oktober 2005 postuum de Ig Nobelprijs voor natuurkunde, een parodie op de Nobelprijs.
Tot op de dag van vandaag heeft niemand echt een druppel zien vallen. Technische problemen verhinderden het vastleggen van het vallen van de achtste druppel. Via een webcam kan het experiment nu door iedereen ter wereld gade geslagen worden.
Op 17 april 2014 kwam de negende druppel in contact met de achtste, maar hij liet nog niet los. Op 24 april besloot men de opvangmaatbeker te vervangen voordat de negende druppel zich aan de voorgaande acht zou vasthechten, maar tijdens het optillen van de glazen stolp bewoog de houten bodemplaat, waardoor de negende druppel van de trechter afbrak.
Volgens een berekening van R. Edgeworth, B.J. Dalton en T. Parnell was de dynamische viscositeit van deze soort pek gemiddeld:
η = 2,3 · 108 Pa·s
Ter vergelijking, de viscositeit van water bij kamertemperatuur is 1·10−3 Pa·s. Volgens deze berekening is de viscositeit van het pek dus 230 miljard maal zo hoog als die van water, al wordt wel een marge van 0,5 · 108 Pa·s aangehouden.

### Tijdlijn
| Datum            | Gebeurtenis                                                     | Aantal dagen | Aantal maanden | Aantal jaren |
| ---------------- | --------------------------------------------------------------- | ------------ | -------------- | ------------ |
| 1927             | experiment wordt opgezet                                        |              |                |              |
| oktober 1930     | trechter wordt geopend                                          |              |                |              |
| december 1938    | eerste druppel valt                                             |              | 98             | 8212         |
| februari 1947    | tweede druppel valt                                             |              | 98             | 8212         |
| april 1954       | derde druppel valt                                              |              | 86             | 7212         |
| mei 1962         | vierde druppel valt                                             |              | 97             | 8112         |
| augustus 1970    | vijfde druppel valt                                             |              | 99             | 8312         |
| april 1979       | zesde druppel valt                                              |              | 104            | 812          |
| juli 1988        | zevende druppel valt                                            |              | 111            | 9312         |
| 28 november 2000 | achtste druppel valt                                            |              | 148            | 12412        |
| 17 april 2014    | negende druppel komt in contact met de achtste                  | (4888)       | (161)          | (13512)      |
| 24 april 2014    | negende druppel breekt af tijdens verwisseling van de maatbeker | 4895         | 161            | 13512        |

## Het pekdruppelexperiment in Ierland
Op het Trinity College in Dublin startte in 1944 een vergelijkbaar experiment. Hier werd in juli 2013 een vallende druppel geregistreerd.